# Terra (Kingdom Hearts)
Terra (テラ?, Tera) è un personaggio immaginario del franchise di Square Enix Kingdom Hearts nonché uno dei tre protagonisti di Kingdom Hearts Birth by Sleep. Appare come allievo del maestro Eraqus insieme ai suoi amici Aqua e Ventus per diventare un Maestro del Keyblade.
Prima di Birth by Sleep, il personaggio è apparso nei finali segreti di Kingdom Hearts II e della sua riedizione Kingdom Hearts II Final Mix. In quest'ultimo è presente anche un boss opzionale chiamato Volontà residua (留まりし思念?, Todomarishi shinen, lett. "Pensieri resdui"), un'armatura vuota contenente la mente di Terra.
Il direttore della serie Tetsuya Nomura ha progettato il personaggio di Terra durante la preparazione dei finali segreti dei giochi sopracitati, sviluppandolo in modo tale da richiamare l'antagonista della serie Xehanort dei titoli precedenti, e in modo che avesse una connessione con Riku, uno dei personaggi principali della serie. Terra è stato doppiato da Ryōtarō Okiayu in giapponese e da Jason Dohring nella versione inglese.
Le riviste di settore hanno espresso pareri contrastanti sul personaggio di Terra: molti hanno notato la sua somiglianza con Zack Fair di Final Fantasy VII, e in seguito hanno criticato la sua indole ingenua in Birth by Sleep.

## Apparizioni
Un primo concept di Terra è apparso per la prima volta nei finali segreti di Kingdom Hearts II e Kingdom Hearts II Final Mix, intitolati rispettivamente "The Gathering" e "Birth by sleep", in cui appare come uno dei tre misteriosi cavalieri in armatura. Inoltre, quest'ultimo e la sua rimasterizzazione presente nelle raccolte HD 2.5 Remix e HD 1.5 + 2.5 Remix includono la Volontà residua come boss opzionale, accessibile dopo aver completato la storia del gioco.
Il prequel Birth by Sleep introduce Terra come un giovane apprendista detentore del Keyblade che si allena insieme ad Aqua e Ventus nella Terra di partenza. All'inizio del gioco, a Terra viene negato il titolo di Maestro del Keyblade quando il suo mentore e figura paterna, il maestro Eraqus, rileva una forte presenza di oscurità nel suo cuore. Scoraggiato, Terra ha la possibilità di riscattare il suo fallimento quando viene inviato nei mondi vicini per eliminare un'insurrezione di creature oscure chiamate Nesciens. Tuttavia, l'infido maestro Xehanort, antagonista principale della serie, approfitta di Terra per sprigionare il potere dell'oscurità in lui latente, dividendolo dai suoi amici: questo alla fine porta Terra a uno scontro diretto con Eraqus, che viene poi annientato da Xehanort. Rendendosi conto che l'intero conflitto era stato progettato per imbrogliarlo, Terra affronta Xehanort al Cimitero del Keyblade ma soccombe alla rabbia, permettendo a Xehanort di trapiantare il proprio cuore nel corpo del giovane per prolungare la sua stessa vita: il processo che trasforma Terra in Terra-Xehanort trasferisce però anche la sua mente disincarnata nella sua armatura scartata, diventando la Volontà residua che sconfigge Xehanort e rimane nel Cimitero del Keyblade. Dopo la battaglia di Terra-Xehanort con Aqua, Xehanort finisce in uno stato di amnesia ed in seguito Ansem il Saggio lo prende come apprendista.
Terra fa la sua comparsa in Kingdom Hearts Coded insieme a vari altri personaggi legati al cuore di Sora. Viene anche menzionato nel finale segreto del remake Re:Coded, in cui Topolino e Yen Sid discutono su dove si possano trovare lui e Ventus dopo gli eventi di Birth by Sleep. Terra appare brevemente in Kingdom Hearts 3D: Dream Drop Distance, dapprima durante il sogno di Sora dove gli amici di questo, Riku e Kairi, assumono le sembianze di Terra e Aqua; e nuovamente quando Sora dichiara il suo orgoglio nell'essere collegato a molti detentori del Keyblade. Una visione di Terra fa un'apparizione in Kingdom Hearts 0.2 Birth by Sleep mentre Aqua esplora il Regno dell'Oscurità: qui la visione rivela ad Aqua di come il suo cuore sia legato all'Oscurità prima di trasformarsi in Terra-Xehanort, il quale viene fermato da una seconda visione di Terra.
In Kingdom Hearts III, il corpo di Terra viene utilizzato da Xehanort come uno dei tredici "cercatori dell'oscurità" nel suo piano di aprire Kingdom Hearts. Nello stesso gioco appare anche la Volontà residua, richiamata da Naminé dopo che Sora usa il potere del risveglio per annullare la sconfitta iniziale dei suoi alleati. Durante la battaglia di Sora, Aqua e Ventus contro Terra-Xehanort, il cuore di Terra si risveglia dall'interno del Guardiano di Terra-Xehanort, ribellandosi a quest'ultimo: con l'aiuto di Sora, Terra riesce ad esorcizzare la presenza di Xehanort e a riprendersi finalmente il proprio corpo. Dopo essersi riunito con Aqua e Ventus, e aver aiutato a mantenere chiuso Kingdom Hearts, Terra libera il cuore e lo spirito di Eraqus, che convince il morente Xehanort ad arrendersi pacificamente. Successivamente, Terra e i suoi amici tornano alla Terra di partenza prima di unirsi ai loro alleati per festeggiare sulle Isole del destino. In Re Mind, Terra parte assieme ad Aqua e Ventus alla volta del Regno dell'Oscurità nella speranza di trovarvi indizi su dove possa essere finito Sora dopo la sua sparizione.
Il ruolo di Terra in Birth by Sleep viene ripreso nelle light novel di Tomoko Tanemaki. Inoltre, il capitolo conclusivo mostra la Volontà residua che combatte contro Sora come in Kingdom Hearts II Final Mix.

## Creazione e sviluppo

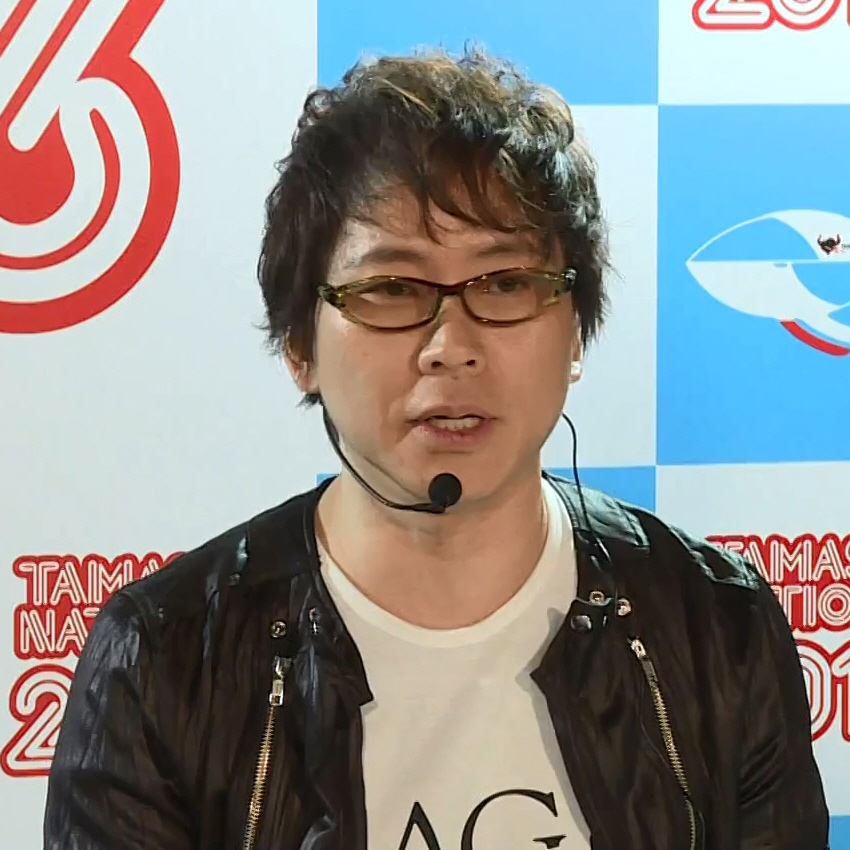
Ryōtarō Okiayu da la voce a Terra in lingua giapponese.

Sebbene Terra, Ventus e Aqua siano apparsi per la prima volta nel finale segreto di Kingdom Hearts II indossando un'armatura, il regista Tetsuya Nomura non aveva ancora progettato il loro aspetto finale, avendo pensato solo alla loro storia. Nonostante non avesse rivelato la loro identità, Nomura affermò comunque che sono si trattava di personaggi del passato della serie Kingdom Hearts. Dopo l'uscita di Kingdom Hearts II Final Mix, Nomura rivelò una connessione tra loro e l'antagonista Xemnas, ma volle lasciarla all'immaginazione delle persone poiché non poteva ancora a rivelare le loro identità. Il volto di Terra venne mostrato per la prima volta nel 2006 al Tokyo Game Show in cui fu descritto come qualcuno vendicativo nei confronti di Xehanort. Nomura ha anche confermato che la Volontà residua era connessa a Terra. Affermò inoltre che il suo nome, che significa "terra" dal latino, segue il tema della "terra" rappresentato da Riku, oltre a collegarlo con i nomi degli altri personaggi principali della serie. Nell'ottobre 2007, a Nomura venne chiesto se la Volontà residua fosse effettivamente Terra a causa delle loro somiglianze, ma questi rispose che era ancora incerto. Alla domanda sulla vera natura della Volontà residua dopo che fu rivelato che conteneva i ricordi di Terra, Nomura dichiarò che non si trattava di un Heartless. Nomura espresse inoltre che ai fan era piaciuta l'inclusione della battaglia contro la Volontà residua a causa della sua ardua difficoltà, il che aveva spinto lo staff a progettare un altro boss opzionale difficile per Birth by Sleep.
Dei tre protagonisti di Birth by Sleep, il design di Terra è stato l'unico che Nomura aveva deciso fin dall'inizio: affermò però che Terra era stato realizzato più giovane di quanto mostrato nei giochi precedenti. I modelli di ispirazione giapponese sono stati incorporati nell'abbigliamento di Terra sulla base del rapporto "maestro e apprendista" presente nel gioco. Nomura affermò inoltre di aver avuto problemi a progettare le armature di Terra, Ventus e Aqua, in quanto non sapeva come sarebbero stati in grado di evocarle. Pertanto, una "X" fu aggiunta ai loro vestiti come interruttore per attivare le armature. Da quando ebbe inizio lo sviluppo di Birth by Sleep, lo staff decise che le tre storie sarebbero state raccontate in scenari separati, e la storia di Terra venne scritta per prima. Nomura scrisse la conversazione di Terra con Riku all'inizio dello sviluppo, desiderando spiegare il motivo della capacità di Riku di usare il Keyblade, e richiese allo staff incaricato di collocarla nel gioco. Lo staff desiderava inoltre sottolineare la mancanza di coincidenze nella serie, portando all'interazione dei personaggi tra i tre scenari. Nomura suggerì ai giocatori di giocare prima come Terra in Birth by Sleep per capire meglio la storia. Il gameplay di Terra è stato anche descritto da Nomura come più "pesante" rispetto a quello di Ventus e Aqua.
Per espandere la connessione tra Terra e Riku, al gioco sono state aggiunte scene che prefigurano eventi futuri che coinvolgono Riku dalla prospettiva di Terra, sebbene Nomura abbia poi affermato che queste scene non fossero di natura precognitiva, e che la connessione tra i due personaggi sarebbe stata successivamente ampliata. Ryōtarō Okiayu fu scelto come doppiatore giapponese di Terra poiché lo staff voleva un attore che suonasse simile a Chikao Ōtsuka, il doppiatore originale di Xehanort, e Akio Ōtsuka, l'attuale doppiatore di Xehanort, che aveva anche doppiato l'antagonista mentre utilizzava il corpo di Terra. Lo staff ritenne che quella di Chikao era una voce secca, quella di Akio profonda e risonante, e apprezzò il modo in cui Okiayu riunisse le caratteristiche di entrambi gli attori.

## Accoglienza

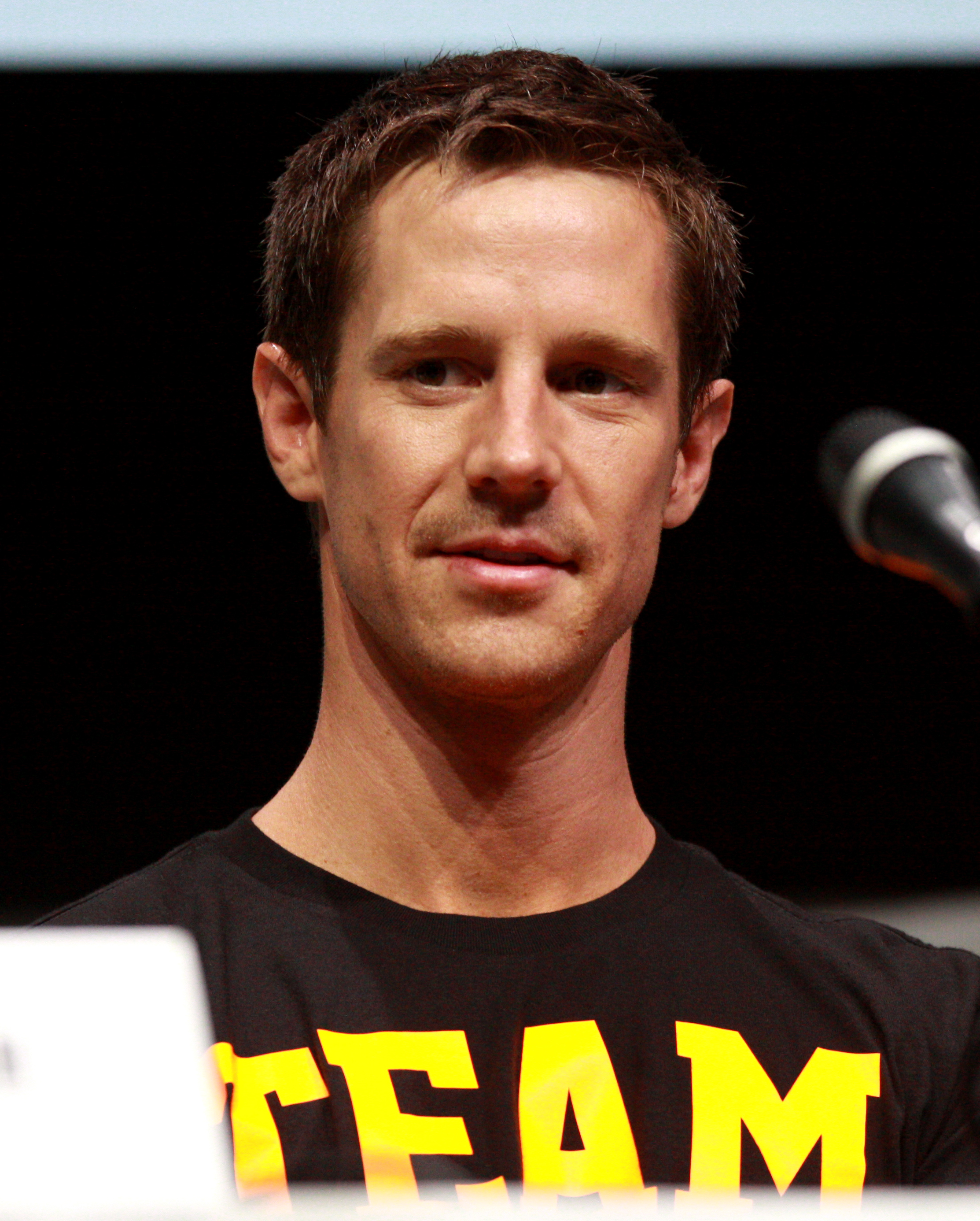
Jason Dohring ha ricevuto una risposta critica negativa per il suo doppiaggio di Terra in lingua inglese

Quando il personaggio di Terra venne rivelato per la prima volta, Jeremy Parish di 1UP.com lo considerò molto simile a Zack Fair di Final Fantasy VII al punto che si chiese se fosse davvero Zack. Tuttavia, considerando che l'arma di Terra era un Keyblade a differenza di tutti gli altri personaggi di Final Fantasy mostrati nei precedenti giochi di Kingdom Hearts, ritenne di essere sulla strada sbagliata. Amanda L. Kondolojy di Cheat Code Central affermò che tale ipotesi fosse tutt'altro che peregrina, considerando l'esistenza dei Nessuno nella serie. Dopo aver provato una versione demo di Birth by Sleep, Ryan Clements di IGN si dichiarò d'accordo con Parish, trovando solo piccole differenze tra i loro abiti.
Il ruolo di Terra in Birth by Sleep ha ricevuto critiche contrastanti. Adam Ghigiino di PALGN ha criticato la sua personalità ingenua, definendo inoltre poco appagante la personalità dei tre protagonisti. Emily Gera di VideoGamer.com ha affermato che coloro che avevano giocato a Kingdom Hearts II avrebbero appreso altre informazioni su quei tre misteriosi personaggi giocando a Birth by Sleep. Scrivendo per GamesRadar, Chris Antista ha affermato di non capire l'importanza della sua presenza in Kingdom Hearts II, benché ciò fosse spiegato al termine di Birth by Sleep. Thomas Williams di PlayStation LifeStyle ha considerato il trio come una gradita aggiunta al franchise, trovando le loro storie piacevoli sebbene essi viaggiassero negli stessi mondi. X-Play ha dichiarato che Terra fosse molto simile a Riku a causa della sua personalità e vulnerabilità al fascino del male. Kevin VanOrd di GameSpot ha criticato il lavoro di Jason Dohring come doppiatore inglese di Terra, dicendo che "non può esprimere angoscia, eccitazione, sincerità o qualsiasi altra emozione", influenzando la trama; quando infatti Terra interagiva con i personaggi Disney, riteneva che i doppiatori di questi ultimi fossero "uniformemente eccellenti e assolutamente paragonabili alla fonte originale". Bob Miur di Destructoid ha confrontato la trama di Terra con il film Star Wars: Episodio III - La vendetta dei Sith a causa delle difficoltà che questi deve affrontare, e ha ritenuto inoltre che i giocatori che avevano familiarità con la serie si sarebbero potuti rendere conto che il suo destino nel gioco "non andrà a finire molto bene". Miur ha anche commentato il lavoro di Dohring, lodando come avesse reso Terra "torturato e combattuto", ma criticandone il risultato. UGO Networks ha indicato l'elmo di Terra al diciannovesimo posto nella lista dei "Caschi e copricapi più belli nei videogiochi", affermando "Per un minuto, ma solo un minuto, l'elmo a due corna ti farà sentire come se il Keyblade fosse un'arma praticabile". In un sondaggio di Famitsū, Terra è stato votato come il quinto personaggio di Kingdom Hearts più popolare.